# Туриляс
Туриляс (на испански: Turrillas) е населено място и община в Испания. Намира се в провинция Алмерия, в състава на автономната област Андалусия. Общината влиза в състава на района (комарка) Лос Филабрес Табернас. Заема площ от 39 km². Населението му е 233 души (по данни от 2010 г.). Разстоянието до административния център на провинцията е 47 km.

## Демография
| 1996 | 1998 | 1999 | 2000 | 2001 | 2002 | 2003 | 2004 | 2005 | 2006 |
| ---- | ---- | ---- | ---- | ---- | ---- | ---- | ---- | ---- | ---- |
| 289  | 242  | 247  | 250  | 249  | 242  | 235  | 240  | 241  |      |